# Геокэшинг

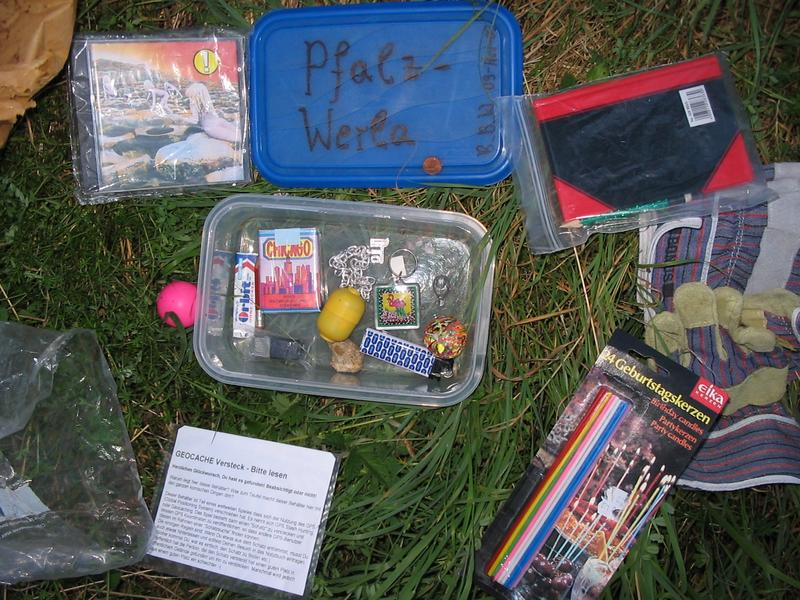
Типичное содержимое «тайника»

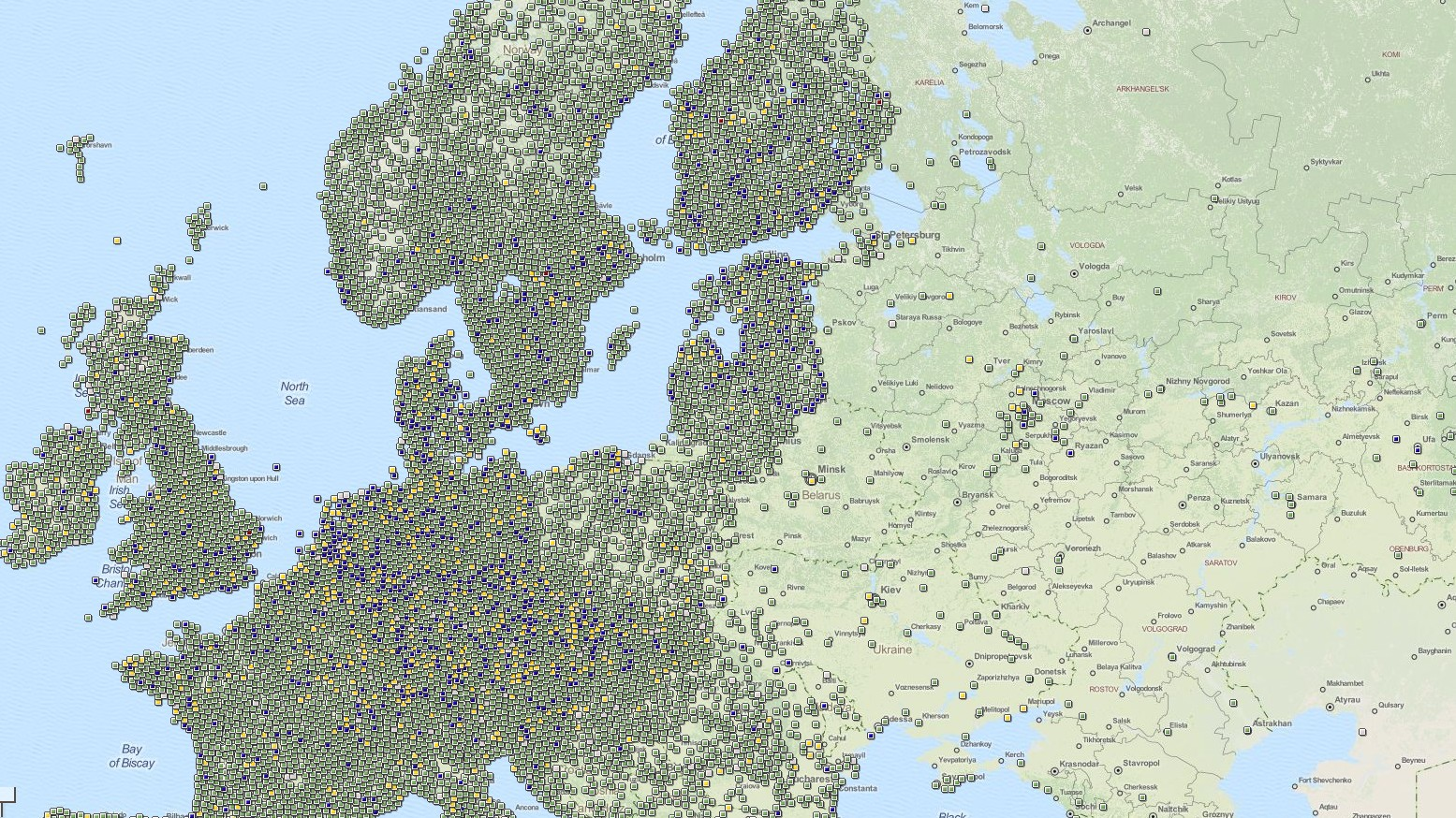
Геокэшинг в Европе начало 2015 на https://www.geocaching.com/map/

Геокэшинг (англ. geocaching от греч. γο- — Земля + англ. stash — тайник) — туристская игра с применением спутниковых навигационных систем, состоящая в нахождении тайников, спрятанных другими участниками игры.
Основная идея состоит в том, что одни игроки прячут тайники, с помощью GPS определяют их географические координаты и сообщают о них в Интернете. Другие игроки используют эти координаты и свои GPS-приёмники для поиска тайников.
Чаще всего тайники расположены в местах, которые представляют природный, исторический, культурный, географический интерес.
Точность, с которой прибор определяет позицию, составляет от нескольких метров до нескольких десятков метров. Это позволяет только «очертить» небольшой район местонахождения закладки. Для более точного поиска контейнера надо пользоваться подсказками из описания тайника, применять наблюдательность, смекалку и опыт.

## Типы тайников
Правила игры и типы тайников приведены на официальном сайте
- Традиционный тайник

Классический тайник с заданными координатами. Размер контейнера может быть любым, но, как минимум, в нем должен помещаться блокнот. Большие контейнеры могут содержать предметы для обмена и трекаблы.
- Тайник-загадка

Самый универсальный из всех типов. Может включать сложные головоломки. Вам придется решить их, чтобы определить настоящие координаты тайника. Иногда к этому типу относят новые, не похожие ни на что тайники, которые трудно сопоставить с другими типами.
- Пошаговый тайник

Такие тайники состоят из двух и более шагов. В финальной точке находится контейнер с блокнотом. Существует много вариантов, но, как правило, в первой точке вы получите подсказки к определению координат второй. Следующий этап приведет вас к третьей точке, и так далее.
- Геологический тайник (EarthCache)

Тайник, интересный с точки зрения геологии и особенностей строения Земли. Помимо координат страница тайника содержит материалы образовательного характера. Посетители могут узнать, как геологические процессы формировали нашу планету, как мы расходуем ее ресурсы, как ученые собирают факты. Чтобы считать тайник найденным, вам нужно познакомиться с геологией местности и правильно ответить на вопросы.
- Letterbox Hybrid

Letterboxing – еще одна игра в «поиск сокровищ». Вместо GPS-координат там используются подсказки. Иногда владелец letterbox делает свой контейнер также контейнером геокешерского тайника и публикует координаты на Geocaching.com. В таком тайнике обязательно есть печать, и она должна всегда оставаться в контейнере. С помощью этой печати игроки ставят отметки о посещениях.
- Встреча

Тайник-встреча – встреча геокешеров или геокешерских организаций. На странице тайника-встречи обозначены время и место встречи. Встреча может быть приурочена, например, к празднику, экскурсии или флешмобу. После окончания встречи тайник переносится в архив.
- CITO

Cache In Trash Out (букв. «тайник установить, мусор убрать») – экологическая встреча геокешеров. Основная цель – уборка местности и чистота природы, которой наслаждаются геокэшеры во время поиска тайников. Иногда геокешеры собираются в крупные команды, чтобы делать то же самое, но в большем масштабе. Они очищают территорию от мусора и отходов, высаживают деревья, восстанавливают растительный покров и экологические тропы.
- Мега-встреча

Мега-встреча – встреча, на которой собирается 500 и более участников. Многие встречи проходят в течение дня, но часто мероприятия, сопровождающие мега-встречу, длятся несколько дней. Некоторые мега-встречи проводятся ежегодно и собирают геокешеров со всего мира.
- Гига-встреча

Один из самых редких типов событий. Геокешерская гига-встреча подразумевает участие не меньше 5000 человек. По форме гига-встреча похожа на мега-встречу: может продолжаться несколько дней, включать разные виды деятельности и проводиться ежегодно. Гига-встречи привлекают множество геокешеров со всего мира.
- Тайник Wherigo™

Wherigo – набор программ для создания GPS-приключений в реальном мире и участия в этих приключениях. Важным элементом игры является так называемый картридж Wherigo – сценарий, который в виде файла загружается в GPS-устройство. Игра позволяет геокешерам взаимодействовать с физическими и виртуальными объектами и персонажами. При этом конечной целью по-прежнему является обнаружение физического контейнера. Для работы картриджа необходимо GPS-устройство с поддержкой Wherigo.
- Тайник Geocaching HQ

Тайник Geocaching HQ находится в штаб-квартире Groundspeak в Сиэтле, штат Вашингтон.
- GPS Adventures Maze Exhibit

Такой тайник можно найти на выставке серии GPS Adventures Maze Exhibit. Выставки предназначены для людей всех возрастов. Посетителям рассказывают о геокешинге и новых GPS-технологиях.
- Виртуальный тайник

Виртуальный тайник связан не с поиском контейнера, а с посещением определенного места. Как искать такой тайник? Возможно, вам придется ответить на вопрос о местности, сделать фотографию, выполнить какую-либо задачу. В любом случае, чтобы отметить нахождение тайника, обязательно нужно побывать в точке. Хотя вокруг нас много интересного, предполагается, что виртуальный тайник создан действительно в необычном месте. 
- Веб-камера

Такие тайники используют веб-камеры, установленные в разных местах, например в парках и бизнес-центрах. Для того чтобы считать тайник найденным, нужно встать в поле зрения камеры, зайти на страницу веб-камеры и сделать снимок экрана.
- Тайник проекта A.P.E.

В 2011 году в рамках совместного проекта с кинокомпанией «20th Century Fox» было создано 14 тайников для продвижения фильма «Планета обезьян». Роль описаний тайников играли фантастические рассказы, в каждом из которых ученые выявляли альтернативную теорию эволюции приматов (Alternative Primate Evolution, A.P.E.). Тайники были изготовлены из специальных маркированных ящиков и содержали оригинальный реквизит со съёмок фильма. На сегодняшний день остался только один тайник из проекта A.P.E.
- 10 лет геокешингу

Тайники-встречи, организованные с 30 апреля по 3 мая 2010 года в честь 10-летия геокешинга.
- Тайник без координат (обратный)

Тайник без координат – традиционный тайник, только наоборот. Вместо поиска спрятанного контейнера вам нужно отыскать на местности конкретный объект и узнать его координаты.
Для традиционного тайника в описании указываются координаты места закладки, возможные подсказки или просто история этого места. Язык — национальный, текст часто дублируется на английском или каком-либо ещё, особенно если место популярное у туристов. В пошаговом тайнике требуется пройти несколько шагов на местности до финального контейнера, находя координаты каждого следующего из предыдущих. В тайнике-загадке место закладки можно узнать только после успешного решения задачи (иногда задачи бывают весьма сложные). Существуют и другие виды тайников.
Тайники могут быть самого разного внешнего вида и размера, от контейнера для морозилки (самый ходовой вариант), до искусственного булыжника, болта городской конструкции (дверь, мост) и пр.  Самые маленькие (нано-) тайники имеют объём не более 2—3 мл. Внутри такого тайника умещается лишь узкая бумажная ленточка, на которой можно отметить посещение. Тайники большего размера, помимо блокнота для отметок посещений, могут содержать различные сувениры, брелоки, диски, игрушки, монеты и т.п. Игрок должен отметиться в блокноте и может забрать любой предмет из контейнера, но взамен обязан оставить не менее ценный предмет. После посещения тайника игрок закрывает контейнер и возвращает его на место закладки. Тайник нужно аккуратно замаскировать, чтобы сохранить интерес поиска для следующих участников, а также чтобы тайник не был случайно найден и разорён. Игрок отмечает посещение тайника на геокэшерском сайте в интернете.

## История
Прообраз игры можно найти в детских секретиках, известных в СССР с 1960-х годов.
История геокэшинга началась в 2000 году. 2 мая, на следующий день после официальной отмены загрубления сигнала GPS для гражданских приёмников, Дэйв Алмер (Dave Ulmer) из Портленда (штат Орегон) в одной из сетевых конференций предложил друзьям новую игру Stash («Пряталки»). Суть новой игры была в том, что один человек создавал тайник, публиковал его координаты в интернете, а другие по этим координатам пробовали найти тайник. На следующий день Дэйв отправился в лес и неподалёку от своего города спрятал первый тайник.
Первоначально игру предлагалось назвать geostashing (геостэшинг). Однако был предложен вариант лучше, который и закрепился.
Самой крупной международной площадкой игры является Geocaching.com. На сайте опубликовано более 2,5 млн тайников, игроков в мире более 6 млн. Например, в Финляндии свыше 36 тыс. тайников, а на территории России, на данном сайте, есть всего 704 тайника (на апрель 2015 года). Их особенность — редкое наличие в описании тайников русского языка.
В России геокэшинг появился весной 2002 года. Два независимых проекта, Geocaching.ru и Caching.ru объединились в общий Geocaching.ru (позднее Geocaching.su). Тайники располагаются повсюду, но обычно автор стремится выбрать особенное место — достопримечательности, красивый вид. На май 2019 на этом сайте было опубликовано около 20 тыс. тайников.
В 2018 году появился российский проект Hideacache.ru, в основе которого лежит идея игры геокешинг. Этот сайт — платформа для туристических квестов.
В других странах тоже существуют крупные национальные геокэшерские сайты. Например, немецкий, австралийский, венгерский, эстонский, румынский, польский и другие.
Существуют и вариации игрового процесса. Например, организаторы проекта «Энкаунтер» модифицировали игровой процесс, добавив к геокэшингу ограничение по времени и подсказки.

## Корпоративный геокэшинг
Геокэшинг активно применяется в качестве корпоративного развлечения. Сотрудники обеспечивающей фирмы прячут тайники, инструктируют участников, обеспечивают их экипировкой и GPS-навигаторами. Такие развлечения могут быть и некоммерческими, но суть та же самая: организаторы прячут, участники ищут. Обычно к концу дня подводится итог с награждением победителей.

## Геокэшинг в качестве формы обучения
В качестве альтернативной формы обучения будущих геодезистов в Новосибирске на базе СГГА доцентом кафедры кадастра Алексеем Дубровским был предложен геокэшинг архитектурных или исторических достопримечательностей.  Участники приключения путешествуют по городу и выполняют задания при помощи специальных описаний мест, где они должны оказаться и что-нибудь сделать. Это могут быть описания внешнего вида архитектурных или исторических достопримечательностей, географические координаты и даже спутниковые снимки. Участвующие в геокэшинге команды в качестве подтверждения своего нахождения на заданной точке должны предоставить фотографию капитана на фоне заданного объекта.

## Интересные факты
В спутниковых GPS-навигаторах фирмы Garmin есть функциональность по работе с геокэшерскими тайниками, в том числе с использованием ANT+ передатчика Garmin Chirp. Также в форматах данных Garmin заложены два типа точек для простых тайников: невзятый тайник и взятый тайник. В последних моделях навигаторов реализованы и многие дополнительные функции, помогающие геокэшеру.